# Palazzo del Buon Ritiro

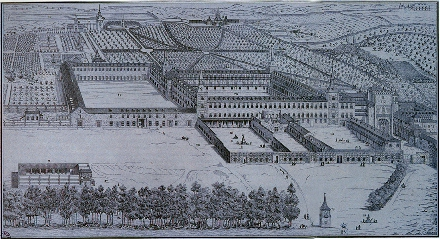
Palazzo del Buon Ritiro nel 1636–1637 (disegno del XVII secolo)

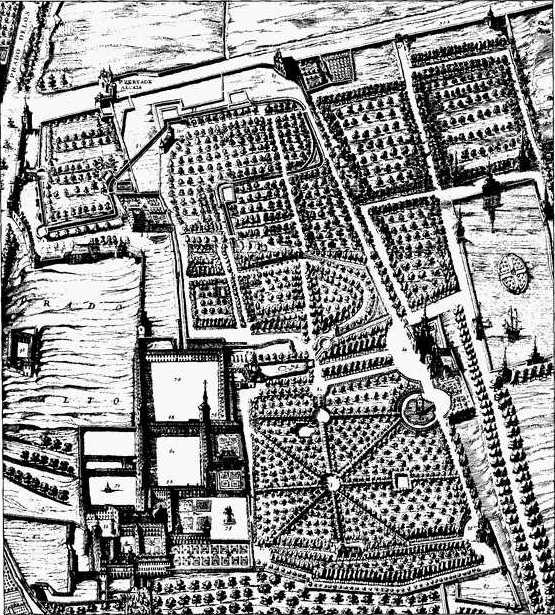
Palazzo e giardini del Buon Ritiro. Frammento della pianta di Madrid di Pedro Teixeira (1656)

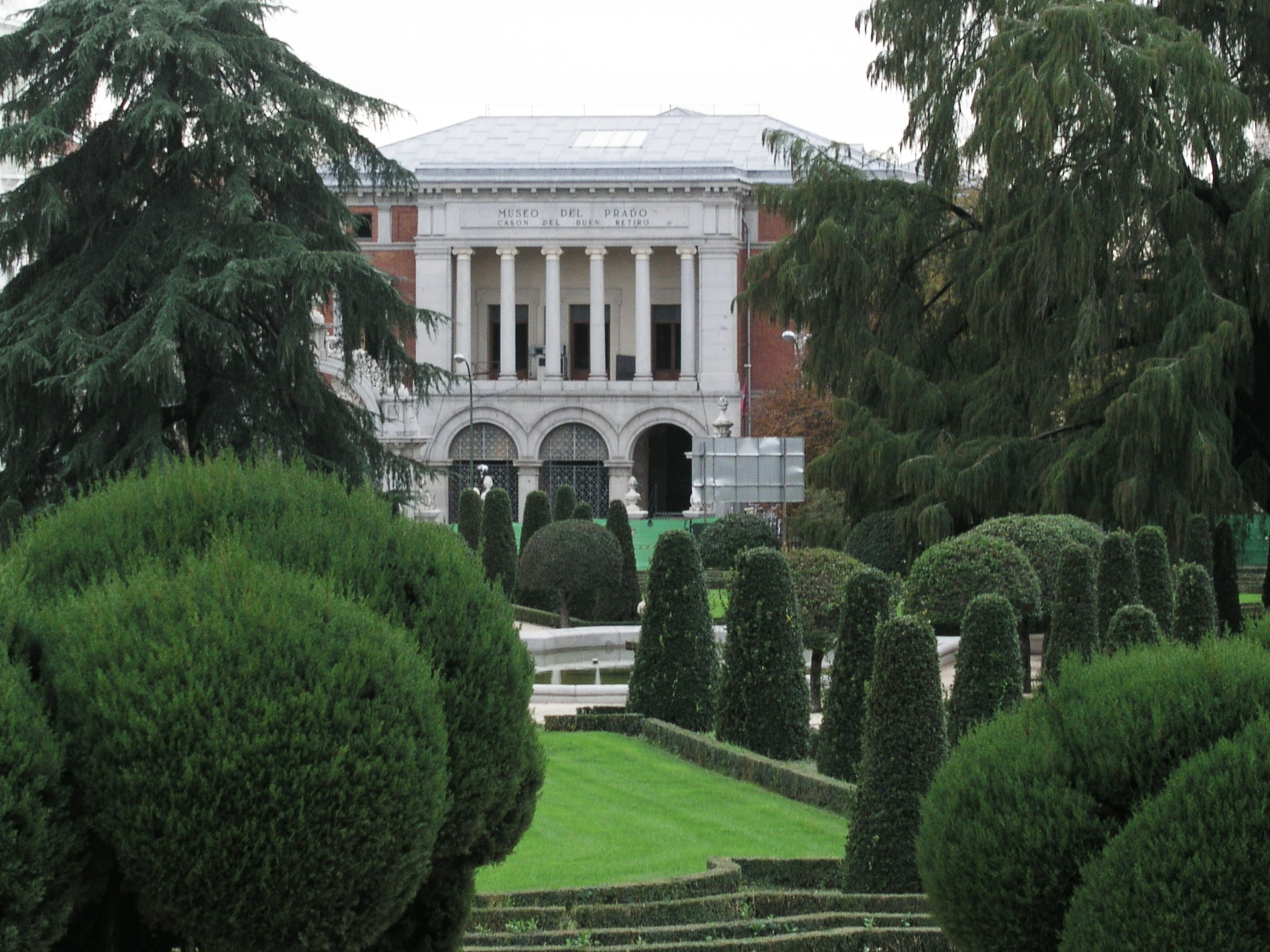
Il Casón del Buen Retiro

Il palazzo del Buon Ritiro (in lingua spagnola Palacio del Buen Retiro) era un grande palazzo di Madrid, progettato dall'architetto Alonso Carbonel (c. 1590–1660) e costruito su ordine di Filippo IV di Spagna come residenza secondaria e luogo di svago. Fu eretto in quello che era allora il limite orientale della città. Oggi, i pochi resti che sopravvivono dei suoi edifici e giardini formano il parco del Retiro.

## Storia
Filippo IV amava occasionalmente abitare in alcune camere vicine al monastero di San Jerónimo el Real (vicino al luogo in cui si trova ora il Museo del Prado, che ha ricevuto il nome di quartiere reale). Per queste visite frequenti il cosiddetto "re del pianeta" potrebbe aver particolarmente apprezzato le passeggiate nell'annessa fattoria, proprietà del duca di Olivares, suo favorito e ministro.
Questi, con l'intenzione di compiacere al sovrano, fece progettare nel 1629, e iniziò a costruire nel 1630, una serie di edifici e padiglioni quale estensione del quartiere reale, che determinarono alla fine il palazzo del Buon Ritiro. L'edificazione del palazzo non fu il frutto di una pianificazione iniziale, ma il frutto di un percorso di costruzione durato sette anni, fino al 1640, un periodo durante il quale furono realizzati diversi nuclei. Una volta completato, il palazzo era composto da più di venti edifici e da due grandi piazze aperte destinate a intrattenimenti di corte e a vari altri usi. Il complesso del palazzo era circondato da una grande distesa di giardini e stagni, che gli conferiva un carattere di piacevolezza.
Il re vi trascorreva solo pochi giorni all'anno, di solito in estate, ma decise di fornire al palazzo un livello artistico ornamentale che corrispondesse a quello del Real Alcázar di Madrid, la sua residenza principale. La mancanza di dipinti antichi sul mercato lo spinse a commissionare una serie di opere a Roma e Napoli, che richiesero la gestione di ambasciatori e di altri addetti. Molti di questi dipinti rimangono ora nel Museo del Prado; salienti sono i paesaggi di Claude Lorrain, Nicolas Poussin e Gaspard Dughet, scene bibliche e mitologiche di Massimo Stanzione, Artemisia Gentileschi e Paolo Finoglio, assieme a numerosi quadri dell'antica Roma di Giovanni Lanfranco, tra gli altri artisti.
Per il Salón de Reinos (salone del palazzo, fino agli anni 2010 sede del Museo dell'esercito) fu commissionata una serie di dipinti commemorativi di trionfi militari spagnoli, compreso La resa di Breda di Diego Velázquez, Altri dipinti erano opere di Francisco de Zurbarán, Antonio de Pereda, Juan Bautista Maíno e Vicente Carducho.
Il palazzo rimase residenza reale fino al tardo XVIII secolo. Dopo l'incendio del Real Alcázar di Madrid del dicembre 1734, il palazzo del Buon Ritiro divenne sede principale della corte fino alla costruzione del nuovo Real Alcázar di Madrid, terminata nel 1764.
A causa della natura estemporanea della sua progettazione e costruzione, il palazzo era nel complesso di scarsa qualità, compresi i materiali impiegati, e questa sarebbe stata la causa della sua fine. Durante la Guerra Peninsulare, nel 1808 le truppe francesi stanziate a Madrid usarono il palazzo e i suoi annessi come caserme. Nei giardini furono conservati contenitori di polvere da sparo e fu costruito un bunker per contenerli, che causò danni irreparabili all'intera zona. Inoltre, gli edifici furono seriamente danneggiati, tanto che quando Isabella II cercò di iniziarne il restauro, fu deciso che non si poteva fare altro che demolirli quasi del tutto.

## Resti in epoca moderna
Le principali tracce rimaste sono i giardini del Buon Ritiro, anche se questi non hanno alcuna somiglianza con il disegno originario dei giardini e coprono solo la metà dell'estensione. Rimangono altri due edifici, molto alterati nei loro originari spazi esterni, entrambi destinati a far parte del complesso del Museo del Prado:
- Il Salón de Reinos (in origine il salone dei ricevimenti), che per decenni ha ospitato il Museo del Ejército (museo dell'esercito), trasferito nell'Alcázar di Toledo tra il 2010 e il 2012.
- Il Salón de Baile (sala da ballo), ora nota come Casón del Buen Retiro, un tempo sede delle collezioni del Museo del Prado del XIX secolo, oggi centro studi del complesso museale. Il soffitto della sala principale è decorato da un magnifico affresco dell'artista italiano Luca Giordano, dipinto intorno al 1696-1697 per il re Carlo II di Spagna e raffigurante "L'Apoteosi della Monarchia Spagnola".